# Centrales Sir Adam Beck
Les centrales Sir Adam Beck sont trois centrales hydroélectriques situées à Niagara Falls (Ontario), Canada. Comme la centrale hydroélectrique Robert Moses Niagara toute proche de l'autre côté de la frontière, l'eau de la rivière Niagara est détourné juste en amont des chutes du Niagara et lui est rendue peu après. Les centrales sont exploitées par Ontario Power Generation. Leur puissance cumulée est de 2 105 MW.

## Centrale Sir Adam Beck 1
La centrale Sir Adam Beck 1 est mise en service en 1921 et développe aujourd'hui 432 MW à l'aide de 10 turbines. Elle porte le nom de centrale Queenston Chippawa jusqu'en 1950 où on la renomme en l'honneur du politicien Adam Beck, 25 ans après sa mort.
L'aménagement est désigné lieu historique national du Canada en 1990 étant « le premier véritable méga-aménagement hydroélectrique au monde » et en raison de « la conception des installations de Queenston-Chippawa [qui] a présenté des difficultés uniques et [qui] a nécessité des engins de chantier, des groupes turbo-alternateurs et un canal usinier d'une taille jamais vue auparavant ».

## Centrale Sir Adam Beck 2
La centrale Sir Adam Beck 2 est mise en service en 1954 directement au sud de la première centrale. Avec 16 turbines, elle développe 1 499 MW. Elle a nécessité un accord entre les États-Unis et le Canada pour le détournement des eaux de la rivière Niagara. Elle est responsable de la panne américaine du 9 novembre 1965.

## Centrale de pompage Sir Adam Beck
La centrale de pompage Sir Adam Beck est mise en service en 1954 à un kilomètre à l'ouest des deux autres centrales. Avec 6 turbines, elle développe 174 MW. Elle est la première centrale hydroélectrique à réserve pompée au Canada. Elle permet de stocker de l'énergie dans un réservoir de 300 ha.

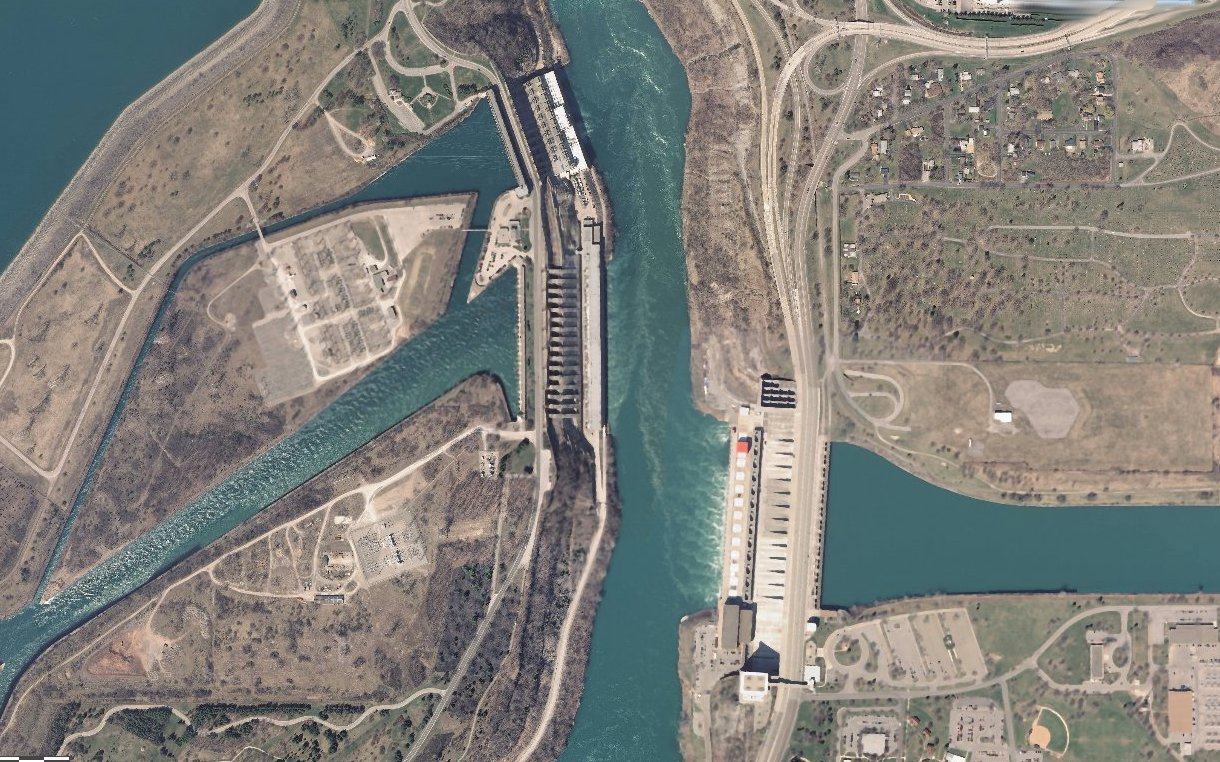
Adam Beck 1 et 2 (à gauche), et la centrale américaine Robert Moses (à droite), le long de la rivière Niagara.